# (3457) Arnenordheim
(3457) Arnenordheim est un astéroïde de la ceinture principale.

## Description
(3457) Arnenordheim est un astéroïde de la ceinture principale. Il fut découvert le 5 septembre 1985 à La Silla par Henri Debehogne. Il présente une orbite caractérisée par un demi-grand axe de 2,85 UA, une excentricité de 0,06 et une inclinaison de 3,2° par rapport à l'écliptique.
L'astéroïde est nommé en l'honneur du compositeur norvégien Arne Nordheim (1931-2010).

## Compléments